# Karol Šedivý
Karol Šedivý (* 25. srpna 1994, Skýcov) je slovenský autokrosový a rallycrossový závodník. Pochází z obce Skýcov, která se nachází ve Zlatomoraveckém okrese.

## Autokros
Karol se k autokrosu dostal přes svého otce, který byl několikanásobný Mistr České republiky v autokrosu. Svůj první závod si odkroutil v roce 2007. V letech 2007 a 2008 se stal Karol Mistrem Slovenské republiky v autokrosu v Divizi Junior. Karol jezdil s vozem Seat Ibiza s 1,6l motorem. V roce 2009 se po tragické nehodě jeho otce rozhodl startovat v Divizi 1 do 2.0l s otcovým vozem Seat Ibiza s 2.0l motorem. Hned v prvním roce mezi seniory se stal Mistrem Slovenské republiky. V roce 2010 navázal na rok 2009 a stal se opět mistrem. To byla Karolova poslední sezóna v autokrosu.

## Rallycross
Poté, co Karol ukončil své působení v autokrosu, zvažoval, kde bude v sezóně 2011 startovat. Zvolil si podobnou disciplínu k autokrosu-rallycross. V rallycrossu startuje v divizi SuperNational s vozem Seat Ibiza 2.0l. V roce 2011 Karol startoval ve dvou závodech v Maďarsku a v Rakousku. V roce 2012 se Karol zúčastnil celé sezóny se stal se vicemistrem ve své kategorii za Čechem Romanem Častoralem. V roce 2013 obsadil Karol celkové 3. místo v divizi SuperNational. V roce 2014 obhájil své konečné pořadí z roku 2012 a stal se opět vicemistrem.

## Exhibiční závod
Karol se vedle svých sezón v autokrosu a rallycrossu objevoval a objevuje i na různých exhibicích jako AutoSlide Žarnovica, Memoriál Karla Šedivého st., Castrol cup, Xrace.

## Ocenění
- Mistr Slovenské republiky v autokrosu: 2007, 2008, 2009, 2010
- Celkové 2. místo v Zóně střední Evropy v rallycrossu: 2012, 2014
- Celkové 3. místo v Zóně střední Evropy v rallycrossu: 2013
- Vítěz Autoslide 4x2: 2011
- Vítěz Autoslide 4x2 junior: 2008, 2009
- Vítěz Memoriálu Karola Šedivého st.: 2012, 2013, 2014
- Vítěz Castrol cup junior: 2008, 2009